# الدوري الصيني لكرة السلة للسيدات
الدوري الصيني لكرة السلة للسيدات (بالصينية: 中国女子篮球联赛) هو دوري كرة سلة احترافي للسيدات في الصين تأسس في سنة 2002 يلعب فيه 12 فريقا. يعتبر فريق باي كيلينز الأكثر فوزا به برصيد 5 ألقاب.